# Imanski šarti
Imanski šarti su osnove islamske vjere. Musliman je onaj tko prakticira 5 stupova islama (islamske šarte, praktične dužnosti islama) i vjeruje u osnove vjere. Iman - islamsko vjerovanje sastoji se od šest temeljnih istina ili šarta. Osnove su:
1. Vjerovanje u Alaha, Njegovu jednoću, ne pripisujući Mu partnere.
2. Vjerovanje u meleke (Džebrail, Mikail, Israfil itd.)
3. Vjerovanje u Božje objave (Tora, Psalmi, Evanđelje) u njihovom izvornom obliku, a ne kakvi oni danas postoje.
4. Vjerovanje u Alahove poslanike (Nuh/Noa, Ibrahim/Abraham, Musa/Mojsije, Isa/Isus, Muhamed...)
5. Vjerovanje u Sudnji dan.
6. Vjerovanje u Božje određenje, bilo ono dobro ili loše.[1] Šesta istina proizlazi kao prirodna i logička posljedica vjerovanja u Alaha (tevhid), u Njegovo sveznanje (‘ilm), htijenje (mešī’e) i svemoć (qudret). Teško je shvatljiva vjernicima zbog čega je potrebno razlučiti značenja kadā i kader. Kader (sudbina) je Alahovo određenje. Samo Alah zna gdje, kad, kako i osobine tog što će se zbiti. Kader su sve pojedinosti i detalje kade. Kadā (određenje) su stvari koje je Alah odredio i koje će se dogoditi kad tome bude vrijeme. Ona je praiskonska Alahova sveopća i sveobuhvatna odredba.[3]

## Vanjske poveznice
- IKB Berlin Imanski šarti (boš.)